# Cocoa Touch
Cocoa Touch est un environnement de développement d'applications pour développer des logiciels pour iOS (iPhone et iPod Touch), iPadOS (iPad), watchOS (Apple Watch) et tvOS (4e génération d'Apple TV),.
Cocoa Touch fournit une couche d'abstraction pour iOS, le système d'exploitation pour les iPhone et les iPod Touch. Cocoa Touch est basé sur la version macOS de l'API Cocoa et comme ce dernier, il est écrit en Objective-C. Cocoa Touch permet d'utiliser des fonctionnalités logicielles et matérielles uniques aux iPhone et iPod Touch qui ne sont par conséquent non disponibles sur macOS. Comme Cocoa, Cocoa Touch suit une architecture logicielle Modèle-Vue-Contrôleur (MVC),.
Cocoa Touch contient différents ensembles de composants d'interface graphique de Cocoa. Les outils pour le développement d'applications basés sur Cocoa Touch sont inclus dans le SDK d'iOS.